# Sportåret 1874

## Händelser

### Boxning
- 1 januari-31 december - Inga större matcher utkämpas under 1874. Tom Allen förblir amerikansk mästare.[1]

### Baseboll
- 27 februari - Den första basebollmatchen i England spelas.[2]
- 2 mars - Slagrutan införs.[2]
- 30 juli - Boston Red Stockings möter Philadelphia Athletics i Liverpool i den första matchen mellan amerikanska klubbar utanför USA.[2]
- Boston Red Stockings vinner National Association.[3]

### Cricket
- Okänt datum - Gloucestershire CCC vinner County Championship [4].

### Rodd
- 29 mars - Universitetet i Cambridge vinner universitetsrodden mot Oxfords universitet.

### Tennis
- 23 februari - Major Walter Winfield tar patent på spelet "sphairistike" (lawntennis).[5]
- 29 juli - Major Walter Winfield tar patent på sin tennisbana.[5]

## Födda
- 20 januari 
  - Hjalmar Johansson, svensk simhoppare, olympisk guld- och silvermedaljör.
  - Steve Bloomer, engelsk fotbollsspelare.
- 13 mars – Ellery Clark, amerikansk friidrottare, olympisk guldmedaljör.
- 22 juni – Viggo Jensen, dansk tyngdlyftare och sportskytt, olympisk guld-, silver- och bronsmedaljör.
- 30 november – Paul Masson, fransk cyklist, olympisk guldmedaljör.
- Okänt datum – Leonidas Pyrgos, grekisk fäktare, olympisk guldmedaljör.

### Fotnoter
1. ↑  Cyber Boxing Zone – Tom Allen. läst 12 november 2009.
2. 1 2 3  ”Charlton's Baseball Chronology - 1874” (på engelska). Charlton's Baseball Chronology. Arkiverad från originalet den 20 september 2015. https://web.archive.org/web/20150920180609/http://www.baseballlibrary.com/chronology/byyear.php?year=1874. Läst 11 augusti 2015.
3. ↑  ”The 1874 Season” (på engelska). Retrosheet. http://www.retrosheet.org/boxesetc/1874/Y_1874.htm. Läst 11 augusti 2015.
4. ↑  En inofficiell titel fram till december 1889 då första officiella County Championship spelades.
5. 1 2  ”Chronology of Sports”. Arkiverad från originalet den 22 juli 2011. https://web.archive.org/web/20110722012455/http://worldtimeline.info/sports/. Läst 18 juli 2011.